# Дубница (Милићи)
Дубница је насељено мјесто у општини Милићи, Република Српска, БиХ. Према попису становништва из 1991. у насељу је живјело 195 становника.

## Становништво
Према попису становништва из 1991. године, мјесто је имало 195 становника.
| Демографија | Демографија | Демографија |
| Година      | Становника  | Становника  |
| ----------- | ----------- | ----------- |
| 1961.       | 129         |             |
| 1971.       | 91          |             |
| 1981.       | 117         |             |
| 1991.       | 195         |             |